# Robin Söderling
Robin Bo Carl Söderling (ur. 14 sierpnia 1984 w Tibro) – tenisista szwedzki, finalista French Open 2009 i French Open 2010, reprezentant w Pucharze Davisa, olimpijczyk.

## Kariera tenisowa
Treningi tenisowe Söderling rozpoczął w wieku 5 lat. Ma na koncie wiele sukcesów juniorskich, w 2001 roku triumfował w nieoficjalnych mistrzostwach świata w Orange Bowl (w finale pokonał Argentyńczyka Juana Mónaco), był również mistrzem Europy w singlu (i wicemistrzem w deblu). Sezon 2001 zakończył na 4. miejscu światowego rankingu juniorów. W tym samym roku debiutował w cyklu zawodowym ATP World Tour, dopuszczony z "dziką kartą" do turnieju w Sztokholmie (odpadł w II rundzie).
W dwóch kolejnych latach regularnie poprawiał swoją pozycję w rankingu seniorskim, w 2003 roku awansując do pierwszej setki na świecie. W 2002 roku debiutował w imprezie wielkoszlemowej – przeszedł I rundę na US Open. W 2003 roku wygrał dwa turnieje kategorii ATP Challenger Tour, a podczas Wimbledonu osiągnął III rundę, eliminując m.in. Martina Verkerka. Na koniec sezonu Söderling awansował do finału w Sztokholmie, gdzie przegrał 5:7, 6:3, 6:7(4) z Amerykaninem Mardym Fishem.
W 2004 roku odniósł pierwsze turniejowe zwycięstwo rangi ATP World Tour – w finale w Lyonie pokonał Belga Xaviera Malisse'a. Ponadto Szwed doszedł do finału w Marsylii, gdzie finałowy mecz przegrał z Dominikiem Hrbatým.
W 2005 roku wygrał zawody w Mediolanie, po zwycięstwie w finale nad Radkiem Štěpánkiem. Regularne występy w 2006 roku – finał w Memphis przegrany z Haasem, półfinały i ćwierćfinały innych imprez – pozwoliły mu na dalszy awans w rankingu.
Sezon 2007 Söderling zakończył bez większych sukcesów, natomiast w roku 2008 wygrał trzeci tytuł ATP World Tour. Powtórzył wyczyn z 2004 roku wygrywając Lyonie, tym razem w finale z Julienem Benneteau. Söderling zwyciężył również w rozgrywkach deblowych wspólnie z Jonasem Björkmanem w Båstad oraz doszedł do dwóch innych finałów rozgrywek ATP World Tour w grze pojedynczej, w Rotterdamie (porażka z Michaëlem Llodrą) oraz Memphis (porażka z Steve'em Darcisem).
W maju 2009 roku Szwed doszedł do finału wielkoszlemowego Rolanda Garrosa, pokonując po drodze m.in. Davida Ferrera, obrońcę tytułu Rafaela Nadala, Nikołaja Dawydienkę i Fernando Gonzáleza. W finale przegrał wynikiem 1:6, 6:7(1), 4:6 z Rogerem Federerem. W połowie lipca wygrał turniej na ziemnych kortach w Båstad. Mecz finałowy zakończył się zwycięstwem Söderlinga nad Juanem Mónaco. We wrześniu Szwed awansował do ćwierćfinału US Open, eliminując wcześniej m.in. Nikołaja Dawydienkę; przegrał z Federerem. Do końca roku osiągnął również ćwierćfinały rozgrywek ATP World Tour Masters 1000 w Szanghaju (porażka z Feliciano Lópezem) oraz Paryżu (porażka z Novakiem Đokoviciem). Na koniec roku zakwalifikował się po raz pierwszy w karierze do kończącego sezon turnieju ATP World Tour Finals. Z fazy grupowej Söderling wyszedł na pierwszym miejscu po wygranych pojedynkach nad Nadalem i Đokoviciem, jednak w półfinale został pokonany przez Juana Martína del Potro.
Piąty turniej rangi ATP World Tour Szwed wygrał w lutym 2010 roku w Rotterdamie, eliminując po drodze m.in. Dawydienkę, a w finale Michaiła Jużnego. Kolejny w sezonie finał rozegrał w kwietniu w Barcelonie, jednak w finałowym meczu uległ Fernando Verdasco. Majowy występ podczas Rolanda Garrosa Söderling zakończył, jak w 2009 roku, dochodząc do finału. W ćwierćfinale po raz pierwszy w karierze pokonał Rogera Federera, w półfinale Tomáša Berdycha, natomiast w finale wynikiem 4:6, 2:6, 4:6 nie sprostał Rafaelowi Nadalowi. Na Wimbledonie zakończył swój start na ćwierćfinale po porażce z Nadalem. W lipcu osiągnął finał zawodów w Båstad, jednak finałowe spotkanie przegrał z Nicolásem Almagro. We wrześniu, podczas rywalizacji na US Open Szwed dotarł do ćwierćfinału, jednak mecz o dalszą fazę turnieju przegrał z Federerem.
W listopadzie, w paryskiej hali Bercy Söderling wygrał pierwszy w karierze turniej rangi ATP World Tour Masters 1000, eliminując po drodze m.in. Andy'ego Roddicka, a w finale pokonując 6:1, 7:6(1) Gaëla Monfilsa. W listopadzie wystąpił, po raz drugi z rzędu, w kończącym sezon turnieju ATP World Tour Finals w Londynie. W grupie wygrał jedno spotkanie (z Ferrerem), przegrał zaś dwa (z Murrayem i Federerem) i odpadł w pierwszej fazie turnieju.
W styczniu 2011 roku Szwed wygrał zawody w Brisbane. W drodze po tytuł nie przegrał seta, a w finale wynikiem 6:3, 7:5 pokonał Andy'ego Roddicka. W lutym Söderling obronił tytuł z Rotterdamu. Spotkanie finałowe zakończyło się zwycięstwem Szweda w trzech setach 6:3, 3:6, 6:3 nad Jo-Wilfriedem Tsongą. Trzeci turniej w sezonie Szwed wywalczył w Marsylii, wygrywając w meczu o tytuł z Chorwatem Marinem Čiliciem. W połowie lipca szwed zatriumfował w Båstad, gdzie w pojedynku finałowym był lepszy od Davida Ferrera. Był to jednak ostatni rozegrany przez Szweda w sezonie turniej. W następnych miesiącach zdiagnozowano u niego mononukleozę. Choroba wykluczyła Söderlinga ze startów również w 2012 i 2013 roku. 23 grudnia 2015 poinformował on o oficjalnym zakończeniu kariery zawodowej.
Jako reprezentant Szwecji Söderling debiutował w Pucharze Davisa w lutym 2004 roku, przegrywając z Australijczykiem Lleytonem Hewittem. W 2006 roku zdobył dwa punkty w meczu z Brazylią, przyczyniając się do pozostania Szwecji w najwyższej grupie rozgrywkowej Pucharu Davisa. Wygrał również dwa mecze w lutym 2007 roku, pokonując Białorusinów Wałczkoua i Mirnego. Bilans jego występów pucharowych w singlu wyniósł 13 zwycięstw i 3 porażki, z kolei w deblu 1 wygrana i 1 przegrana.
Söderling wystąpił na igrzyskach olimpijskich w Atenach w 2004 roku. W grze pojedynczej odpadł w I rundzie z Feliciano Lópezem, a w deblu – w parze z Thomasem Enqvistem – w I rundzie ulegli Jonatanowi Erlichowi i Andy'emu Ramowi. W 2008 roku w Pekinie ponownie przegrał w I rundach gier singlowych i deblowych.
Najwyżej sklasyfikowany w rankingu singlistów był na 4. miejscu w listopadzie 2010 roku.

### Finały w turniejach ATP World Tour

#### Gra pojedyncza (10–10)
| Legenda                                                  |
| Wielki Szlem (0–2)                                       |
| Igrzyska olimpijskie (0–0)                               |
| Tennis Masters Cup / ATP World Tour Finals (0–0)         |
| ATP Masters Series / ATP World Tour Masters 1000 (1–0)   |
| ATP International Series Gold / ATP World Tour 500 (2–4) |
| ATP International Series / ATP World Tour 250 (7–4)      |

| Wygrane według nawierzchni |
| Twarda (5–6)               |
| Ceglana (2–4)              |
| Trawiasta (0–0)            |
| Dywanowa (3–0)             |

| Końcowy wynik | Nr  | Data                 | Turniej            | Nawierzchnia    | Przeciwnik         | Wynik finału        |
| Finalista     | 1.  | 26 października 2003 | Sztokholm          | Twarda (hala)   | Mardy Fish         | 5:7, 6:3, 6:7(4)    |
| Finalista     | 2.  | 29 lutego 2004       | Marsylia           | Twarda (hala)   | Dominik Hrbatý     | 6:4, 4:6, 4:6       |
| Zwycięzca     | 1.  | 10 października 2004 | Lyon (1)           | Dywanowa (hala) | Xavier Malisse     | 6:2, 3:6, 6:4       |
| Zwycięzca     | 2.  | 6 lutego 2005        | Mediolan           | Dywanowa (hala) | Radek Štěpánek     | 6:3, 6:7(2), 7:6(5) |
| Finalista     | 3.  | 26 lutego 2006       | Memphis            | Twarda (hala)   | Tommy Haas         | 3:6, 2:6            |
| Finalista     | 4.  | 24 lutego 2008       | Rotterdam          | Twarda (hala)   | Michaël Llodra     | 7:6(3), 3:6, 6:7(4) |
| Finalista     | 5.  | 2 marca 2008         | Memphis            | Twarda (hala)   | Steve Darcis       | 3:6, 6:7(5)         |
| Finalista     | 6.  | 12 października 2008 | Sztokholm          | Twarda (hala)   | David Nalbandian   | 2:6, 7:5, 3:6       |
| Zwycięzca     | 3.  | 26 października 2008 | Lyon (2)           | Dywanowa (hala) | Julien Benneteau   | 6:3, 6:7(5), 6:1    |
| Finalista     | 7.  | 7 czerwca 2009       | French Open, Paryż | Ceglana         | Roger Federer      | 1:6, 6:7(1), 4:6    |
| Zwycięzca     | 4.  | 19 lipca 2009        | Båstad (1)         | Ceglana         | Juan Mónaco        | 6:3, 7:6(4)         |
| Zwycięzca     | 5.  | 14 lutego 2010       | Rotterdam (1)      | Twarda (hala)   | Michaił Jużny      | 6:4, 2:0 krecz      |
| Finalista     | 8.  | 25 kwietnia 2010     | Barcelona          | Ceglana         | Fernando Verdasco  | 3:6, 6:4, 3:6       |
| Finalista     | 9.  | 6 czerwca 2010       | French Open, Paryż | Ceglana         | Rafael Nadal       | 4:6, 2:6, 4:6       |
| Finalista     | 10. | 18 lipca 2010        | Båstad             | Ceglana         | Nicolás Almagro    | 5:7, 6:3, 2:6       |
| Zwycięzca     | 6.  | 14 listopada 2010    | Paryż              | Twarda (hala)   | Gaël Monfils       | 6:1, 7:6(1)         |
| Zwycięzca     | 7.  | 9 stycznia 2011      | Brisbane           | Twarda          | Andy Roddick       | 6:3, 7:5            |
| Zwycięzca     | 8.  | 13 lutego 2011       | Rotterdam (2)      | Twarda (hala)   | Jo-Wilfried Tsonga | 6:3, 3:6, 6:3       |
| Zwycięzca     | 9.  | 20 lutego 2011       | Marsylia           | Twarda (hala)   | Marin Čilić        | 6:7(8), 6:3, 6:3    |
| Zwycięzca     | 10. | 17 lipca 2011        | Båstad (2)         | Ceglana         | David Ferrer       | 6:2, 6:2            |

#### Gra podwójna (1–1)
| Legenda                                                  |
| Wielki Szlem (0–0)                                       |
| Igrzyska olimpijskie (0–0)                               |
| Tennis Masters Cup / ATP World Tour Finals (0–0)         |
| ATP Masters Series / ATP World Tour Masters 1000 (0–0)   |
| ATP International Series Gold / ATP World Tour 500 (0–0) |
| ATP International Series / ATP World Tour 250 (1–1)      |

| Wygrane według nawierzchni |
| Twarda (0–0)               |
| Ceglana (1–1)              |
| Trawiasta (0–0)            |
| Dywanowa (0–0)             |

| Końcowy wynik | Nr | Data          | Turniej | Nawierzchnia | Partner          | Przeciwnicy w finale              | Wynik finału   |
| Zwycięzca     | 1. | 13 lipca 2008 | Båstad  | Ceglana      | Jonas Björkman   | Johan Brunström Jean-Julien Rojer | 6:2, 6:2       |
| Finalista     | 1. | 19 lipca 2009 | Båstad  | Ceglana      | Robert Lindstedt | Jaroslav Levinský Filip Polášek   | 6:1, 3:6, 7–10 |

#### Osiągnięcia w turniejach Wielkiego Szlema i ATP World Tour Masters 1000 (gra pojedyncza)
| Australian Open             | –                               | –                               | 2R                              | 1R                              | –                               | 1R                              | –                               | 2R               | 1R               | 4R               | 0 / 6  | 5–6   |
| French Open                 | –                               | –                               | 1R                              | 2R                              | 1R                              | 1R                              | 3R                              | F                | F                | QF               | 0 / 8  | 19–8  |
| Wimbledon                   | –                               | 3R                              | 1R                              | 1R                              | 1R                              | 3R                              | 2R                              | 4R               | QF               | 3R               | 0 / 9  | 14–9  |
| US Open                     | 2R                              | 1R                              | 2R                              | 3R                              | 2R                              | –                               | 1R                              | QF               | QF               | –                | 0 / 8  | 13–8  |
| Wygrane turnieje            | 0 / 1                           | 0 / 2                           | 0 / 4                           | 0 / 4                           | 0 / 3                           | 0 / 3                           | 0 / 3                           | 0 / 4            | 0 / 4            | 0 / 3            | 0 / 31 | N/A   |
| Bilans spotkań              | 1–1                             | 2–2                             | 2–4                             | 3–4                             | 1–3                             | 2–3                             | 3–3                             | 14–4             | 14–4             | 9–3              | N/A    | 51–31 |
| ATP World Tour Finals       |                                 |                                 |                                 |                                 |                                 |                                 |                                 |                  |                  |                  |        |       |
| ATP World Tour Finals       | –                               | –                               | –                               | –                               | –                               | –                               | –                               | SF               | RR               | –                | 0 / 2  | 3–4   |
| ATP World Tour Masters 1000 |                                 |                                 |                                 |                                 |                                 |                                 |                                 |                  |                  |                  |        |       |
| Indian Wells                | –                               | –                               | 2R                              | –                               | 3R                              | 3R                              | 2R                              | 2R               | SF               | 3R               | 0 / 7  | 10–7  |
| Miami                       | –                               | –                               | 2R                              | –                               | –                               | –                               | 3R                              | 2R               | SF               | 3R               | 0 / 5  | 8–5   |
| Monte Carlo                 | –                               | –                               | 1R                              | 1R                              | 3R                              | QF                              | 2R                              | 1R               | –                | –                | 0 / 6  | 6–6   |
| Madryt                      | –                               | –                               | 2R                              | –                               | 3R                              | –                               | 2R                              | 2R               | 2R               | QF               | 0 / 6  | 7–6   |
| Rzym                        | –                               | –                               | 1R                              | 1R                              | –                               | 2R                              | 1R                              | 3R               | 3R               | QF               | 0 / 7  | 6–7   |
| Montreal/Toronto            | –                               | –                               | 2R                              | 2R                              | 1R                              | 1R                              | 3R                              | –                | 3R               | –                | 0 / 6  | 5–6   |
| Cincinnati                  | –                               | –                               | 3R                              | 2R                              | 3R                              | –                               | 3R                              | 1R               | 3R               | –                | 0 / 6  | 8–6   |
| Szanghaj                    | Nie ATP World Tour Masters 1000 | Nie ATP World Tour Masters 1000 | Nie ATP World Tour Masters 1000 | Nie ATP World Tour Masters 1000 | Nie ATP World Tour Masters 1000 | Nie ATP World Tour Masters 1000 | Nie ATP World Tour Masters 1000 | QF               | QF               | –                | 0 / 2  | 5–2   |
| Paryż                       | –                               | –                               | QF                              | –                               | 2R                              | –                               | 2R                              | QF               | W                | –                | 1 / 5  | 11–4  |
| Hamburg                     | –                               | –                               | 1R                              | 2R                              | 3R                              | 2R                              | 3R                              | Nie Masters 1000 | Nie Masters 1000 | Nie Masters 1000 | 0 / 5  | 6–6   |
| Wygrane turnieje            | 0 / 0                           | 0 / 0                           | 0 / 9                           | 0 / 5                           | 0 / 7                           | 0 / 5                           | 0 / 9                           | 0 / 8            | 1 / 8            | 0 / 4            | 1 / 55 | N/A   |
| Bilans spotkań              | 0–0                             | 0–0                             | 9–9                             | 3–5                             | 10–7                            | 6–5                             | 12–9                            | 8–8              | 18–7             | 6–4              | N/A    | 72–54 |
| Ranking na koniec sezonu    |                                 |                                 |                                 |                                 |                                 |                                 |                                 |                  |                  |                  |        |       |
|                             | 163                             | 60                              | 34                              | 77                              | 25                              | 41                              | 17                              | 8                | 5                | 13               | N/A    | N/A   |

Legenda
     W, wygrał turniej
     F, przegrał w finale
     SF, przegrał w półfinale
     QF, przegrał w ćwierćfinale
     4R, 3R, 2R, 1R przegrał w IV, III, II, I rundzie
     RR, odpadł w fazie grupowej
     –, nie startował w turnieju głównym